# Libor Kašík
Libor Kašík (* 31. března 1992, Zlín) je český hokejový brankář, odchovanec týmu PSG Zlín, ve kterém s hokejem začínal. V sezóně 2018/2019 nastoupil do HC Kometa Brno, po tom co rozvázal smlouvu s ruským klubem Amur Chabarovsk po pouhých pěti utkáních. V sezoně 2010/11 odehrál v nejvyšší lize jeden zápas, ve kterém odchytal 11 minut s úspěšností zákroků 90,9 %. V roce 2010 byl vybrán na mistrovství světa do 18 let, kde se stal prvním brankářem a odchytal pět zápasů s úspěšností zákroků 88,4 %. Sezónu 2012–2013 chytal 1. ligu za HC Olomouc, s týmem se probojoval do baráže o hokejovou extraligu.
V sezoně 2013/14 se s PSG Zlín dostal do finále ELH proti HC Kometa Brno, v prvních dvou zápasech vychytal čisté konto (výhry 3:0, 3:0) a ve třetím pustil jen jeden gól (výhra 4:1). Se Zlínem nakonec toto finále vyhrál 4:1 na zápasy.